# Villemort
Villemort é uma comuna francesa na região administrativa da Nova Aquitânia, no departamento de Vienne. Estende-se por uma área de 4,42 km². Em 2010 a comuna tinha 110 habitantes (densidade: 24,9 hab./km²).